# Haybes
Haybes és un municipi francès situat al departament de les Ardenes i a la regió del Gran Est. L'any 2007 tenia 2.062 habitants.

## Demografia

### Població
El 2007 la població de fet de Haybes era de 2.062 persones. Hi havia 824 famílies de les quals 223 eren unipersonals (118 homes vivint sols i 105 dones vivint soles), 254 parelles sense fills, 299 parelles amb fills i 48 famílies monoparentals amb fills.
La població ha evolucionat segons el següent gràfic:
Habitants censats

### Habitatges
El 2007 hi havia 968 habitatges, 848 eren l'habitatge principal de la família, 57 eren segones residències i 64 estaven desocupats. 866 eren cases i 76 eren apartaments. Dels 848 habitatges principals, 611 estaven ocupats pels seus propietaris, 217 estaven llogats i ocupats pels llogaters i 20 estaven cedits a títol gratuït; 4 tenien una cambra, 30 en tenien dues, 98 en tenien tres, 260 en tenien quatre i 455 en tenien cinc o més. 483 habitatges disposaven pel capbaix d'una plaça de pàrquing. A 409 habitatges hi havia un automòbil i a 305 n'hi havia dos o més.

### Piràmide de població
La piràmide de població per edats i sexe el 2009 era:
| Homes | Edats   | Dones |
| ----- | ------- | ----- |
| 0     | 95 o +  | 0     |
| 4     | 90 a 94 | 8     |
| 12    | 85 a 89 | 4     |
| 8     | 80 a 84 | 16    |
| 48    | 75 a 79 | 56    |
| 32    | 70 a 74 | 60    |
| 48    | 65 a 69 | 52    |
| 40    | 60 a 64 | 56    |
| 60    | 55 a 59 | 40    |
| 48    | 50 a 54 | 60    |
| 72    | 45 a 49 | 52    |
| 72    | 40 a 44 | 112   |
| 116   | 35 a 39 | 96    |
| 56    | 30 a 34 | 56    |
| 68    | 25 a 29 | 60    |
| 24    | 20 a 24 | 64    |
| 68    | 15 a 19 | 84    |
| 72    | 10 a 14 | 84    |
| 100   | 5 a 9   | 48    |
| 44    | 0 a 4   | 80    |

## Economia
El 2007 la població en edat de treballar era de 1.309 persones, 943 eren actives i 366 eren inactives. De les 943 persones actives 811 estaven ocupades (472 homes i 339 dones) i 131 estaven aturades (46 homes i 85 dones). De les 366 persones inactives 100 estaven jubilades, 127 estaven estudiant i 139 estaven classificades com a «altres inactius».

### Ingressos
El 2009 a Haybes hi havia 831 unitats fiscals que integraven 2.066,5 persones, la mediana anual d'ingressos fiscals per persona era de 16.189 €.

### Activitats econòmiques
Dels 60 establiments que hi havia el 2007, 3 eren d'empreses extractives, 4 d'empreses alimentàries, 9 d'empreses de fabricació d'altres productes industrials, 11 d'empreses de construcció, 8 d'empreses de comerç i reparació d'automòbils, 3 d'empreses de transport, 7 d'empreses d'hostatgeria i restauració, 1 d'una empresa financera, 2 d'empreses immobiliàries, 7 d'entitats de l'administració pública i 5 d'empreses classificades com a «altres activitats de serveis».
Dels 18 establiments de servei als particulars que hi havia el 2009, 2 eren tallers de reparació d'automòbils i de material agrícola, 1 autoescola, 1 paleta, 2 fusteries, 7 lampisteries, 3 perruqueries i 2 restaurants.
Dels 4 establiments comercials que hi havia el 2009, 1 era una botiga de més de 120 m², 1 una botiga de menys de 120 m² i 2 carnisseries.
L'any 2000 a Haybes hi havia 6 explotacions agrícoles.

## Equipaments sanitaris i escolars
El 2009 hi havia 1 farmàcia i 2 ambulàncies.
El 2009 hi havia una escola elemental.

## Poblacions més properes
El següent diagrama mostra les poblacions més properes.